# Az elemek eredete
A minket közvetlenül körülvevő anyag, a különféle elemek izotópjai (de akár a testünkben lévő, pl. szén atomok is) valójában számtalan, különböző kozmikus korokból és forrásokból származó keveréket alkotnak:
Az elemek egy része – a hidrogén többsége, hélium és lítium egy része – még az ősrobbanásnál jött létre. Más atomok, főként hélium a csillagok belsejében, illetve szupernóva robbanás során magfúzió következtében keletkeztek illetve keletkeznek.

A nukleáris bomlás egy egyszerű lefolyása

Ezekkel ellentétes folyamat a stabil vagy radioaktív elemek atomjainak bomlása kisebb rendszámú elemre vagy elemekre külső hatás (sugárzás) illetve spontán bomlás eredményeként. A Földön az ehhez szükséges sugárzás a jelenlévő radioaktív elemek bomlásából és kozmikus sugárzás formájában van jelen.

A magfúzió egy egyszerű esete

A csillagok élete során a csillag keletkezéskori tömegétől függően termeli a különféle elemeket (túlnyomó többségében héliumot) és juthat el nehezebb elemekig. De a kisebb tömegű csillagok nem szórják szét ezeket a világűrbe, hanem magukba zárják. Még a Naphoz hasonló méretű csillagok is csupán viszonylag kis mennyiséget lövellnek szét vörös óriássá fúvódásuk, majd fehér törpévé zsugorodásuk során.
Ezek anyaga már csak akkor kerülhet szétszórásra, ha egy másik csillaggal ütköznek, vagy egy nagyobb csillag kebelezi be őket majd válik valamikor szupernóvává.
A legnehezebb elem, amely egy csillag gyomrában keletkezhet a vas. Szupernóva robbanása során is legfeljebb az aranyig bezárólag keletkeznek további elemek.
Vasnál nehezebb elemek fúziójának az energiaigénye olyan nagy, hogy jelenleg nincs megfelelő magyarázat az ilyen nagy mennyiségben való jelenlétükre. Egyes feltételezések szerint ekkora energiák neutroncsillagok ütközése során keletkezhetnek, de ez ritka jelenség. A Tejútrendszerben csupán hat ilyen neutroncsillag párból álló rendszert ismerünk, amelyek két tagja valamikor össze fog olvadni.
A magfúzió során keletkező elemek egy része instabil, radioaktív elem. Ezek bomlása után keletkezhetnek további, kisebb rendszámú radioaktív vagy akár stabil elemek is.
A minket körülvevő anyag egy része is kis mértékben, de radioaktív.

Radioaktív bomlási láncok

Azonban a környezetünkben lévő stabil atomok is elbomolhatnak radioaktív elemek által kibocsájtott részecskék, vagy kozmikus sugárzás hatására, s keletkezhetnek kisebb rendszámú stabil vagy radioaktív elemek.

A különféle rendszámú izotópok protonszám-neutronszám diagramja. A fekete lépcsős vonal jelöli a stabil izotópokat. Körülötte az instabilitás tengere. Kék és sárga függőlegesen felette, illetve alatta az adott elem különböző tömegszámú instabil izotópjai)

Annak a valószínűsége, hogy egy atommag neutront fogadjon be, s ezáltal nagyobb tömegszámú izotóp keletkezzen, rendkívül kicsi. Azok között a körülmények között, ahol ez bekövetkezik, a többi nagyenergiájú szabad neutron maghasadást vált ki. Azonban más elméletek szerint még a rendszám is növekedhet neutron befogás és azt követő neutronbomlás útján, amely nem maghasadással, hanem a rendszám növekedésével jár.
Az elemek gyakorisága a világegyetemben a rendszám függvényében közel exponenciálisan csökken.
A második ábrán látható tipikus hélium fúzió sor meghatározó voltára utal, hogy a széntől kezdve a páros rendszámú elemek gyakorisága, mennyisége a világegyetemben jóval nagyobb, mint a szomszédos páratlan rendszámú elemeké.
A Földi környezetünkben tapasztalt elemgyakoriságra jelentős hatással van az is, hogy bolygónkon még olvadék korában a nehezebb elemek legnagyobb része a Föld magjába süllyedt. Ezért a minket körülvevő kőzetek például nehézfém tartalma arányában jóval kisebb, mint a Föld egészének nehézfém tartalma. Egyes elemeknek – például az irídiumnak – a többsége pedig későbbi kozmikus eredetű.
Innen a környezetünkben található elemek és izotópjaik fantasztikus változatossága

## Táblázatban összefoglalva
|   | Elemek stabil vagy radioaktív izotópjai                    | Eredet |  |
| - | ---------------------------------------------------------- | --- |  |
| 1 | Hidrogén, hélium, lítium                                   | Ősrobbanás, csillagokban magfúzió, szupernóva robbanás, radioaktív bomlástermék. |  |
| 2 | Lítiumnál nehezebb elemek a vasig                          | Ősrobbanásnál a feltételezések szerint egészen minimális mennyiségben keletkezhettek. Főleg csillagokban magfúzió és szupernóva robbanás következtében keletkeztek. Továbbá radioaktív bomlástermékként is létrejöhettek. |  |
| 3 | Aranynál nehezebb elemek                                   | Korábbi feltételezések szerint neutroncsillagok ütközése során magfúzióval jöttek létre. Továbbá nehezebb elemek és izotópjaik radioaktív bomlástermékként is létrejöhettek. Újabb elméletek szerint neutronbefogás és bomlás (protonná, elektronná és neutrínóvá) útján is keletkezhetnek.                                                    |  |
| 4 | Természetben nem létező, mesterségesen előállítható elemek | Lantanoidák, aktinoidák és transzurán elemek. Ezek gyorsítókban előállítható nagyon kicsi felezési idejű radioaktív elemek. Egyes feltételezések szerint lehetségesek stabil vagy legalábbis hosszabb felezési idejű extrém nagy rendszámú transzurán elemek. De ha léteznek, ezek sem fordulhatnak elő a természetben.                        |  |
| 5 | Természetes elemek természetben nem létező izotópjai       | Bár a kvantummechanika szabályai kizárják (instabilitás tengere a rendszám-tömegszám diagramon), de elvben mégis feltételezhetők olyan, akár közönséges elemek adott, mesterségesen előállítható izotópjai, amiknek létrejöttének valószínűsége természetes körülmények között nulla. (Például akár a szénnek egy extrém tömegszámú izotópja.) |  |

## Antianyag
Az ősrobbanás során azonos mennyiségben keletkezett anyag és antianyag. Azonban azóta kimutatott aszimmetria miatt a kölcsönös megsemmisülés és bomlás során a ma tapasztalható anyag maradt vissza, ami az eredetileg keletkezett összes anyag mennyiségének a töredéke. A többi tiszta energiává alakult. A jelenlegi feltételezések szerint nem maradhattak fenn antianyag szigetek. Jelenlegi világunkban antianyag részecskékkel, például pozitronnal találkozhatunk nagy számban, de antianyag atomokkal, még antihidrogénnel, antihéliummal sem.

## Az elemek megsemmisülése
A neutroncsillagok és fekete lyukak belsejébe kerülő elemek - mint elemek - megsemmisülnek.
Egyes feltételezések szerint a proton felezési ideje is véges (>1032 év). Más, kozmológiai elméletek szerint viszont a sötét energia hatására vagy az univerzum összeomlása következtében ennél jóval rövidebb idő alatt az összes anyag, atomok, neutronok és protonok teljes felbomlásához vezet („Nagy Sutty” illetve „Nagy Reccs" elméletben is).

## Dokumentumfilm
- Kémiai elemek nyomában (Hunting the Elements, két részes amerikai ismeretterjesztő film, 2012, rendezte: Chris Schmidt)
- Dávid Gyula: A szénatom titokzatos születése - magfizikai előrejelzés a csillagokból, Polaris, Budapest, 2009. március 4. (Az égből kapott fizika sorozat 6. része)
- Dávid Gyula: Nukleáris LEGO - avagy a magfúzió vegykonyhája, Polaris, Budapest, 2008. március 5. (A Kozmofizika '08 sorozat 5. része)
- Dávid Gyula: A magfúzió vegykonyhája - a könnyű és a nehéz elemek keletkezése, Polaris, Budapest, 2006. december 6. (Az Univerzum története sorozat 9. része)